# بخش آلتو اورینوکو
بخش التو اورینوکو (به اسپانیایی: Alto Orinoco Municipality) یک سکونتگاه مسکونی در ونزوئلا است که در ایالت آمازون واقع شده‌است.

## خصوصیات
بخش التو اورینوکو ۱۷٬۷۹۷ نفر جمعیت دارد.